# Sequenza IX
Sequenza IX (ou Sequenza IXa) est une œuvre pour clarinette, composée en 1980 par Luciano Berio et créée le 26 avril 1980, au théâtre d'Orsay, par Michel Arrignon. L'avant-projet titré chemin V pour clarinette et filtres numériques visait à transformer en temps réel le timbre de la clarinette en timbre vocal grâce au processeur 4C à une période où Luciano Berio avait accepté la charge de la direction de la section électroacoustique de l'IRCAM à la demande de Pierre Boulez depuis 1974. Abandonné, il laissa place à cette pièce très technique et virtuose, utilisant la vélocité de la clarinette et ses larges registres. Sequenza IX est une des plus renommées parmi celles du cycle Sequenza et probablement la plus inspirée, polyphonique et d'une grande difficulté d'exécution pour clarinette.
La Sequenza IXb est une transcription pour saxophone alto par le compositeur en 1980 pour Claude Delangle. La création a lieu en 1981 à Londres par John Harle. 
La Sequenza IXc est une adaptation pour clarinette basse de Rocco Parisi.

## Structure
La pièce commence de manière plutôt hésitante, comme si la musique s'apprêtait à jouer une mélodie, encore et encore, pour rester bloquée sur une seule hauteur, maintenue pendant 10 secondes, puis 8 secondes, puis 6 secondes. Puis la musique prend lentement de l'ampleur, les hauteurs soutenues se dissipent jusqu'à ce qu'elles réapparaissent à la fin.

« Sequenza IX pour clarinette est essentiellement une longue mélodie impliquant - comme presque toute mélodie - des redondances, des symétries, des transformations et des retours. Sequenza IX est également une « séquence » de gestes instrumentaux développant une transformation constante entre deux champs harmoniques différents : un champ de sept notes (fa dièse, do, do dièse, mi, sol, si bémol et si naturel) apparaissant toujours dans le même registre, et un champ de cinq notes apparaissant dans des registres toujours différents. Ce dernier pénètre, modifie et commente les fonctions harmoniques du premier champ de sept notes. »

— Luciano Berio, Sequenza IX (author's note)
.

## Texte d'introduction
En 1994-1995, le poète Edoardo Sanguineti offre au compositeur un texte d'introduction à chaque Sequenza, ensemble de texte intitulé « Incipit sequentia sequentiarum, quae est musica musicarum secundum lucianum » (Commencement à la séquence des séquences, qui est la musique des musiques selon Luciano).
« sei instabile e immobile, mio fragile frattale

sei tu, questa mia infranta forma che trema »
— Edoardo Sanguineti
        
« tu es instable et immobile, mon fragile fractale

c'est toi, cette mienne forme brisée qui tremble »

## Discographie
- Alain Damiens Plays Stravinsky* - Boulez* - Denisov* - Stockhausen* - Donatoni* - Berio* , (clarinette), (label	Adda – 581066, 1988)